# Anni Kärävä
Anni „Annika“ Kärävä (* 28. April 2000 in Espoo, Uusimaa) ist eine finnische Freestyle-Skierin. Sie ist auf die Park- und Pipe-Disziplinen Slopestyle und Big Air spezialisiert. Bei den Weltmeisterschaften 2025 gewann sie die Bronzemedaille im Big Air.

## Biografie
Anni Kärävä verbrachte zehn Jahre ihres Lebens in Frankreich, wo sie dem Skiclub von La Clusaz angehörte, ehe sie mit ihrer Familie zurück nach Finnland zog.
Im Alter von 14 Jahren bestritt Kärävä in Chiesa in Valmalenco ihre ersten Juniorenweltmeisterschaften und belegte im Slopestyle den achten Platz. Im Februar 2016 nahm sie an den Olympischen Jugend-Winterspielen in Hafjell teil und blieb als Slopestyle-Fünfte nur knapp hinter den Medaillenrängen zurück. Zwei Monate danach gab sie in Silvaplana ihr Europacup-Debüt und schaffte in beiden Disziplinen auf Anhieb ihre ersten Podestplätze. Bei ihren zweiten Juniorenweltmeisterschaften belegte sie Rang fünf im Slopestyle. Bei wenigen weiteren Europacup-Starts klassierte sie sich nie schlechter als auf Platz acht.
Am 4. März 2016 gab Kärävä in Silvaplana ihr Debüt im Freestyle-Skiing-Weltcup. Bei ihren ersten Weltmeisterschaften in der Sierra Nevada wurde sie Slopestyle-Zwölfte. Im folgenden Winter hätte sie als erste im 21. Jahrhundert geborene Finnin an den Olympischen Winterspielen in Pyeongchang teilnehmen sollen, fiel aufgrund einer Knieverletzung aber kurzfristig aus.
Nach ihrem Comeback verletzte sie sich bald wieder und verpasste die Saison 2019/20 aufgrund einer Hüftfraktur. Bei den Weltmeisterschaften in Aspen trat sie erstmals bei einem Großereignis in beiden Disziplinen an und belegte die Ränge zwölf und 17 in Big Air und Slopestyle. Ein Jahr später wurde sie bei den Olympischen Spielen von Peking Neunte und 15. Eine neuerliche Steigerung gelang ihr bei den Weltmeisterschaften in Bakuriani, wo sie die Ränge fünf im Slopestyle und zehn im Big Air belegte. Ende Januar 2024 nahm sie erstmals an den X-Games in Aspen teil und verpasste als Knuckle-Huck-Vierte nur knapp einen Medaillengewinn.
Nach zahlreichen Weltcup-Finalteilnahmen ohne Spitzenergebnisse gelang Kärävä im Winter 2024/25 der Durchbruch. Mit einem zweiten Platz am Kreischberg und zwei dritten Plätzen in Aspen und Tignes erreichte sie als Dritte in der Big-Air-Disziplinenwertung ein Karrierehoch. Bei den X-Games holte sie sowohl im Slopestyle als auch im Knuckle Huck Bronze und wurde im Big Air Sechste. Im Rahmen der Weltmeisterschaften im Engadin gewann sie hinter Flora Tabanelli und Sarah Höfflin die Bronzemedaille im Big Air und wurde im Slopestyle Siebente.

## Erfolge

### Olympische Spiele
- Peking 2022: 9. Big Air, 15. Slopestyle

### Weltmeisterschaften
- Sierra Nevada 2017: 12. Slopestyle
- Aspen 2021: 12. Big Air, 17. Slopestyle
- Bakuriani 2023: 5. Slopestyle, 10. Big Air
- Engadin 2025: 3. Big Air, 7. Slopestyle

### Weltcup
- 19 Platzierungen unter den besten zehn, davon 3 Podestplätze

### Weltcupwertungen
| Saison  | Gesamt                              | Gesamt                              | Slopestyle                          | Slopestyle                          | Big Air                             | Big Air                             | Park & Pipe                         | Park & Pipe                         |
| Saison  | Platz                               | Punkte                              | Platz                               | Punkte                              | Platz                               | Punkte                              | Platz                               | Punkte                              |
| ------- | ----------------------------------- | ----------------------------------- | ----------------------------------- | ----------------------------------- | ----------------------------------- | ----------------------------------- | ----------------------------------- | ----------------------------------- |
| 2015/16 | 134.                                | 3,6                                 | 28.                                 | 18                                  | –                                   | –                                   | –                                   | –                                   |
| 2016/17 | 168.                                | 3                                   | 46.                                 | 12                                  | 24.                                 | 18                                  | –                                   | –                                   |
| 2017/18 | 165.                                | 4,71                                | 35.                                 | 33                                  | –                                   | –                                   | –                                   | –                                   |
| 2018/19 | 76.                                 | 15                                  | 17.                                 | 75                                  | –                                   | –                                   | –                                   | –                                   |
| 2019/20 | verletzungsbedingt keine Ergebnisse | verletzungsbedingt keine Ergebnisse | verletzungsbedingt keine Ergebnisse | verletzungsbedingt keine Ergebnisse | verletzungsbedingt keine Ergebnisse | verletzungsbedingt keine Ergebnisse | verletzungsbedingt keine Ergebnisse | verletzungsbedingt keine Ergebnisse |
| 2020/21 | –                                   | –                                   | 11.                                 | 69                                  | 13.                                 | 20                                  | 13.                                 | 89                                  |
| 2021/22 | –                                   | –                                   | 23.                                 | 51                                  | 14.                                 | 33                                  | 33.                                 | 84                                  |
| 2022/23 | –                                   | –                                   | 11.                                 | 100                                 | 8.                                  | 51                                  | 17.                                 | 151                                 |
| 2023/24 | –                                   | –                                   | 6.                                  | 149                                 | 8.                                  | 116                                 | 10.                                 | 241                                 |
| 2024/25 | –                                   | –                                   | 7.                                  | 161                                 | 3.                                  | 267                                 | 6.                                  | 340                                 |

### Europacup
- Saison 2015/16: 10. Slopestyle-Wertung
- Saison 2016/17: 7. Big-Air-Wertung
- Saison 2018/19: 8. Slopestyle-Wertung
- 5 Podestplätze

### Juniorenweltmeisterschaften
- Chiesa in Valmalenco 2015: 8. Slopestyle
- Chiesa in Valmalenco 2017: 5. Slopestyle

### X-Games
- Aspen 2024: 4. Knuckle Huck
- Aspen 2025: 3. Slopestyle, 3. Knuckle Huck, 6. Big Air

### Weitere Erfolge
- 1 finnischer Meistertitel (Slopestyle 2021)
- 2 Siege in FIS-Wettkämpfen